# Bumblebee (motorfiets)
Bumblebee (Engels voor hommel) is een historisch merk van motorfietsen.
De Bumblebee was een door Granville Bradshaw ontworpen lichte motorfiets. Deze had een 90° V-twin motortje van 100 cc dat 3½ pk leverde. Het machientje, dat twee versnellingen had, was geen succes.